# مبارك حسن بركات
ولد مبارك حسن بركات ب«الحديبة» ريفي العيلفون أوائل ثلاثينيات القرن الماضي وتوفي صباح الإثنين 24 فبراير 2014 
اشتهر بأداء فن الغناء الشعبي السوداني والمعروف بالحقيبة .

## مسيرته الفنية
ولد بريفي الحديبة قرية العيلفون ودفن بها أيضا ، وهي منطقة اشتهرت بالطرب وإنتاج المطربين مثل :أحمد المصطفى و سيد خليفة و خلف الله حمد و معتز صباحي و عز الدين الحاج وغيرهم .
بدأت رحلته في العام 1956  حيث دخل لإستوديوهات الإذاعة السودانية لأول مرة واستمرت مسيرته منذ ذلك الحين ولم تتوقف حتي بعد أن كف بصره إلى أن رحل.
وله أكثر من 600 أغنية مسجلة بصوته .
وهو عضو اتحاد فن الغناء الشعبي

## قيل عنه
- أنه يحفظ 1000 أغنية حقيبة [3]
- شيخ شيوخ أغنية الحقيقة
- بلبل الحقيبة الغريد